# Scyphodon anomalum
Scyphodon anomalum är en myrart som beskrevs av Charles Thomas Brues 1925. Scyphodon anomalum ingår i släktet Scyphodon och familjen myror. Inga underarter finns listade i Catalogue of Life.